# コウリンカ
コウリンカ（紅輪花、学名：Tephroseris flammea subsp. glabrifolia）は、キク科オカオグルマ属の多年草。タカネコウリンギク（学名：T. flammea subsp. flammea）を分類上の基本種とする亜種で、基本種とは、比べると茎に毛が少ない点で区別される。以前はキオン属 Senecio L. に分類されていた。

## 特徴
根茎は細く短く、細い根が多数生える。茎は直立し、分枝しないで、高さは30-60cmになる。茎にほとんど毛はないか、上部に少しくも毛があり、下方は角ばり紫色をおびる。根出葉はさじ形になり、縁には鈍い鋸歯があり、基部に翼のある長い葉柄があるが、花時には生存しない。茎につく葉は10個ほどあって互生し、下部のものの葉身は広倒披針形で、長さ10-16cm、幅18-35mmになり、先は鈍頭、縁には不ぞろいで微凸な鋸歯があり、基部に向かってしだいに狭くなって基部は半ば茎を抱き、茎に短く沿下する。茎の中部につく葉の葉身は披針形になり、基部は茎を抱く。葉の両面にはくも毛がある。
花期は7-9月。頭状花序は6-13個が散形状につき、頭花の径は3-4cm、花柄は長さ5-16cmになる。総苞は長さ5-8mmになる鐘形で、同属のタカネコウリンカにある総苞基部の苞葉はない。花冠は橙黄色で、舌状花冠は10-15個あり、長さは17-22mm、幅2mmで、反り返った形状は特徴的である。果実は楕円状の痩果になり、長さ3mm、密毛が生える。冠毛は汚白色で、長さ6.5-8mmになる。染色体数2n=46。

## 分布と生育環境
日本では、本州の温帯域に分布し、山地の日当たりの良い、湿り気のある草原に生育する。世界では、朝鮮半島に知られる。

## 名前の由来
和名コウリンカは、「紅輪花」の意で、舌状花を紅色の車輪に見立てたものという。牧野富太郎 (1940) は、『牧野日本植物圖鑑』の初版において、「和名ハ紅輪花ノ意ニシテ花色丹色ナレバ云フ」と簡単に説明している。
種小名（種形容語）flammea は「鮮緋色の」「火焔色の」の、亜種名 glabrifolia は「無毛の葉の」の意味。

## 種の保全状況評価
絶滅危惧II類 (VU)（環境省レッドリスト）
（2020年、環境省）

都道府県のレッドデータ、レッドリストの選定状況は次の通り。
福島県-絶滅危惧IB類(EN)、茨城県-絶滅危惧IA類、栃木県-絶滅危惧II類(Bランク)、群馬県-絶滅危惧IB類(EN)、埼玉県-絶滅危惧I類(CE)、東京都-絶滅(EX)、神奈川県-絶滅危惧IA類(CR)、新潟県-絶滅危惧II類(VU)、山梨県-準絶滅危惧(NT)、長野県-留意種(N)、静岡県-絶滅危惧IB類(EN)、京都府-絶滅寸前種、兵庫県- Aランク、鳥取県-絶滅危惧I類(CE+EN)、岡山県-絶滅危惧I類、広島県-絶滅危惧I類(CE+EN)

## ギャラリー

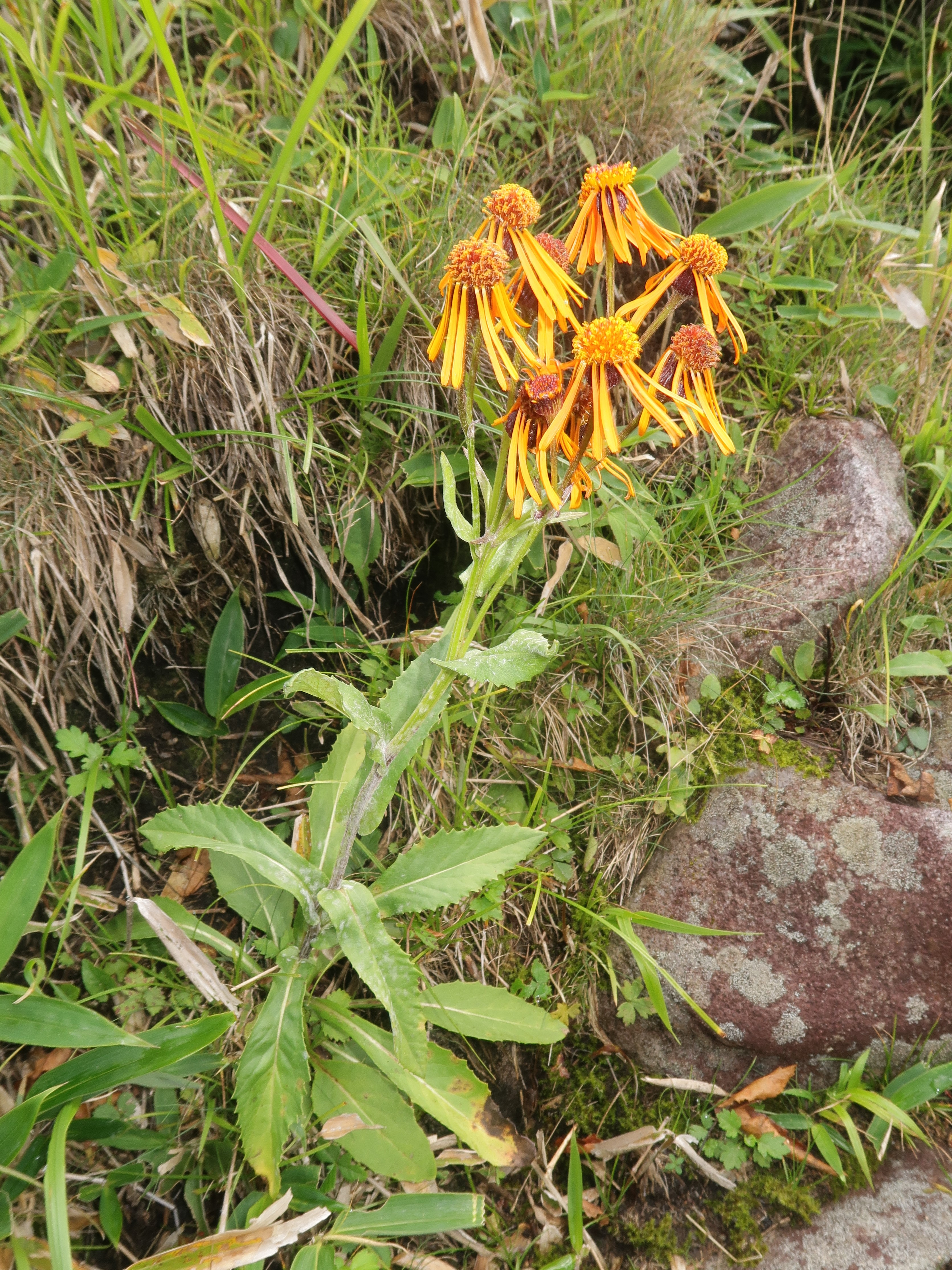
茎にほとんど毛はないか、上部に少しくも毛があり、下方は角ばり紫色をおびる。茎につく葉は10個ほどあって互生する。
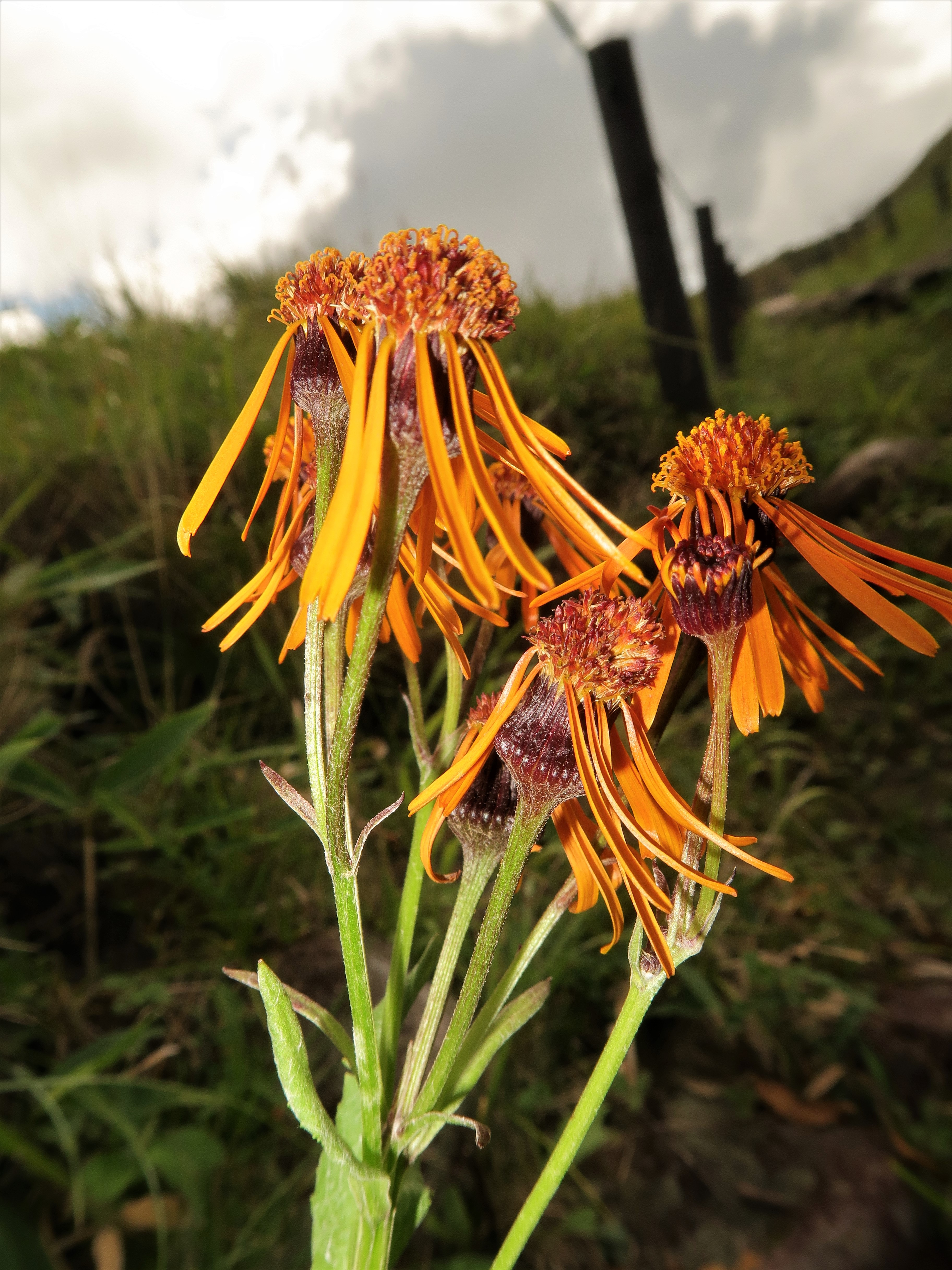
10個前後の頭花を散形状につけ、花冠は橙黄色で、舌状花冠は10-15個あり、細長く、反り返った形状は特徴的である。
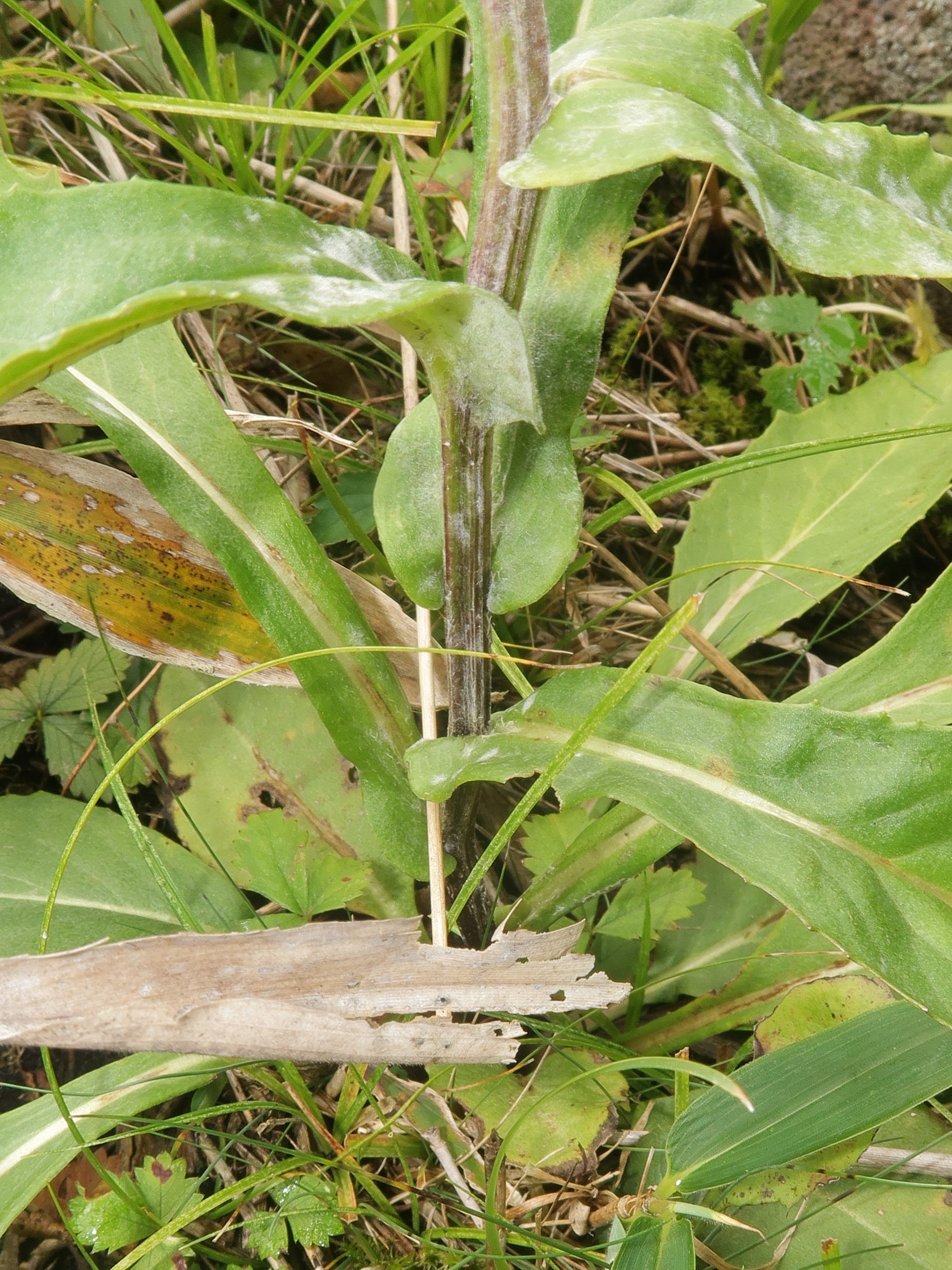
茎の下部につく葉基部は半ば茎を抱き、茎に短く沿下する。
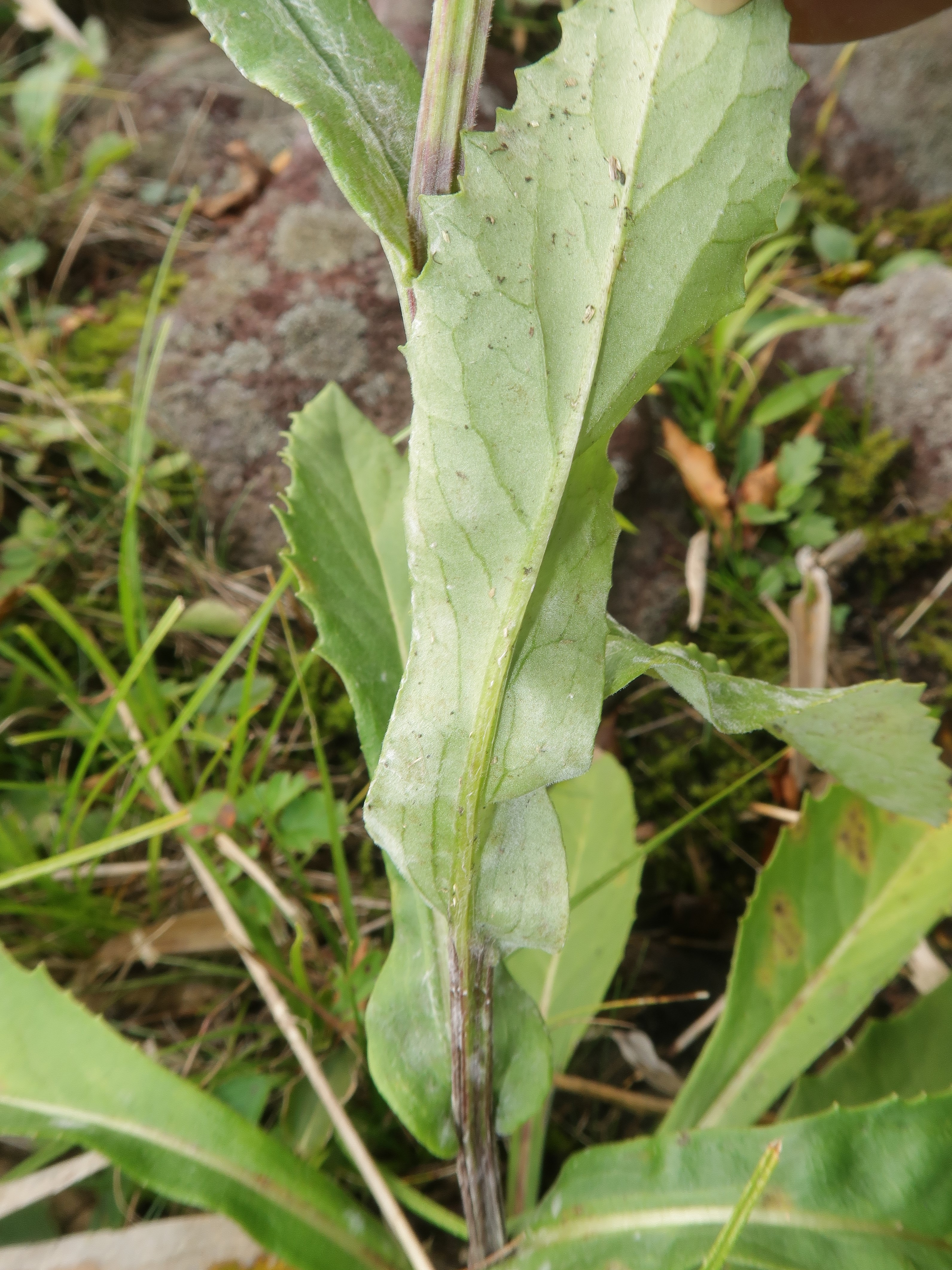
葉の裏面。くも毛がある。

## タカネコウリンギク
タカネコウリンギク （Tephroseris flammea (Turcz. ex DC.) Holub (1973) subsp. flammea 、シノニム：Senecio flammeus Turcz. ex DC. (1837) subsp. flammeus、S. longeligulatus H.Lév. et Vaniot (1910)）は、コウリンカの分類上の基本種。多年草。茎は高さ15-40cmになり、茎に長くて縮れた毛が密に生え、またくも毛もある。花期は7-8月。頭花は、径30-32mmになり、茎の上部に2-7個が散形状につく。総苞は長さ5mm。筒状花および舌状花ともに鮮やかなオレンジ色で、舌状花冠は長さ13-22mm、幅1.5mmになり、やや反り返ってつく。冠毛は長さ約5.5mmになる。染色体数2n=48。日本では九州の阿蘇山の外輪山や九重山の山麓などに分布し、火山性草原に生育する。世界では、朝鮮半島、中国大陸北部、ロシア極東地方に分布する。朝鮮半島と九州が陸続きだった最終氷期に大陸から分布を広げ、氷期終了後も九州北部の草原に残存したものと考えられている。
絶滅危惧IB類 (EN)（環境省レッドリスト）
（2020年、環境省）

都道府県のレッドデータ、レッドリストの選定状況は次の通り。
熊本県-絶滅危惧IA類(CR)、大分県-絶滅危惧II類(II)